# Lajos Weber
Lajos Weber (19 gennaio 1904 – 2 settembre 1959) è stato un calciatore ungherese, di ruolo difensore e centrocampista.

## Carriera
Con la maglia del Bologna disputa 11 gare nel campionato di Prima Divisione 1925-1926.

## Palmarès

### Giocatore

#### Competizioni nazionali
- Campionato ungherese: 1

MTK Budapest: 1928-1929